# Cynthia Ozick
Cynthia Ozick, née le 17 avril 1928 à New York, est une essayiste, critique littéraire, nouvelliste et romancière américaine.
Elle est une autrice réputée de la littérature juive américaine et est surtout reconnue pour ses écrits sur la vie des Juifs américains. Elle puise son inspiration dans ses origines, la tradition et l'histoire juives.

## Biographie
Cynthia Ozick est issue d'une famille d'émigrants russes qui se sont réfugiés aux États-Unis pour fuir les pogroms. Ses parents se sont établis comme pharmaciens dans le Bronx. Cynthia acquiert sa vocation de conteuse en écoutant les anecdotes et les confessions que les clientes viennent raconter à sa mère ; « elle était la psychanalyste de tout ce petit monde ».
Elle obtient un Bachelor of Arts (diplôme universitaire en lettres et sciences humaines) de l'université de New York en 1949, suivi d'un Master of Arts (maîtrise de lettres) de l'université d'État de l'Ohio en 1950.
Après des années d'hésitations, de travail et d'angoisse, Cynthia, publie son premier livre, en 1963, à l'âge de 36 ans, l'année de l'assassinat du président Kennedy. Ce premier livre est une quête, se déroulant dans les années 1930, d'Europe aux États-Unis.

## Publications

### Romans
- Levitation (1982) Publié en français sous le titre Lévitation, Paris, éditions de l'Olivier, 219 pages, 1993  (ISBN 2-879-29041-4). Traduit par Isabelle Py Balibar.
- The Cannibal Galaxy (1983) Publié en français sous le titre La Galaxie cannibale, éditions Mazarine, 241 pages, 1985,  (ISBN 2-86374-218-3) ; réédition, Paris, 10/18 no 2176, 1991 ; réédition, Paris, Stock, Bibliothèque cosmopolite, 1997. Traduit par Claudia Ancelot.
- The Messiah of Stockholm (1987), évoque la figure de l'écrivain Bruno Schulz assassiné par les nazis en Galicie. Publié en français sous le titre Le Messie de Stockholm, éditions Payot, 235 pages, 1988  (ISBN 2-228-88004-3) ; réédition, Paris, Seuil, Points. roman no 408, 1990 ; réédition, Paris, Seuil, Points no 1376, 2005. Traduit par Jean-Pierre Carasso.
- The Puttermesser Papers (1997), raconte l'histoire de Ruth Puttermesser et de son Golem. Publié en français sous le titre Les Papiers de Puttermesser, éditions de l'Olivier, 332 pages, 2007,  (ISBN 978-2-87929-227-4). Traduit par Agnès Desarthe ; deux prix de traduction : le Prix Maurice-Edgar Coindreau 2007[1] et le Prix Laure-Bataillon 2007[2]
- Heir to the Glimmering World [G.-B.: The Bear Boy] (2004), raconte la vie quotidienne de la famille Mitwisser, installée dans le Bronx après avoir fui Berlin et les nazis. Publié en français sous le titre Un monde vacillant, éditions de l'Olivier, 408 pages, 2005,  (ISBN 2879294568) ; réédition, Paris, Seuil, Points no 1623, 2007. Traduit par Jacqueline Huet et Jean-Pierre Carasso.
- Foreign Bodies (2010) Publié en français sous le titre Corps étrangers, éditions de l'Olivier, 305 pages, 2012  (ISBN 978-2-87929-814-6). Traduit par Agnès Desarthe

### Recueils de nouvelles
- The Pagan Rabbi (1971) Publié en français sous le titre Le Rabbi païen, Paris, Payot, 1988  (ISBN 2-228-88005-1) ; réédition, Rivages, 217 pages, 1990  (ISBN 2-86930-381-5). Traduit par Claudia Ancelot.
- The Shawl (1989), évoque le récit d'une mère de famille dont le nouveau-né a été tué dans un camp de concentration et qui, survivante, sombre dans la folie. Publié en français sous le titre Le Châle, éditions de l'Olivier, 92 pages, 1991  (ISBN 2879290007) ; réédition, Paris, Points no 585, 1993 ; Paris, Points no 1371, 2005. Traduit par Jean-Pierre Carasso.

### Essais
- Quarrel and Quandary (2000).

## Citations
- « Au contraire d'un émigrant, le réfugié est quelqu'un à qui la vie américaine n'a rien à offrir. Qui a tout perdu. Il a sauvé sa vie, c'est tout ».
- « Un écrivain est quelqu'un qui ose, qui ne se fixe pas de loi hormis celle de son inspiration, qui doit être un peu fou, et aller à rebours des idées reçues ».

## Prix et récompenses
- National Endowment for the Arts (1968)
- American Academy of Arts and Letters (1973)
- Guggenheim Fellowship (1982)
- Cynthia Ozick est l'écrivain ayant remporté le plus de premiers prix à l'O. Henry Award (1975, 1981, 1984 et 1992).
- Prix Maurice-Edgar Coindreau 2007[1] et le Prix Laure Bataillon 2007[2] pour son ouvrage et sa traduction en français par Agnès Desarthe de Les Papiers de Puttermesser aux éditions de l'Olivier.